# Mahakala omnogovae
Mahakala omnogovae (sant. "Mahakala") és un gènere representat per una única espècie de dinosaure teròpode dromeosàurid que va viure a la fi del període Cretaci, fa aproximadament 75 milions d'anys, en el Campanià, en el que és avui Àsia. Oposat en la Formació Djadokhta de Mongòlia. Es basa en un esquelet parcial trobat en Desert de Gobi. Mahakala omnogovae, l'espècie tipus era un petit dromeosàurid d'aproximadament 70 centímetres de llarg. En el seu esquelets mostra característiques que també es troben en els primerencs trodòntids i avialans. Malgrat el seu aspecte avançat, està entre els dromeosàurids més bàsics.